# Ґораздово (Великопольське воєводство)
Ґораздово (пол. Gorazdowo) — село в Польщі, у гміні Колачково Вжесінського повіту Великопольського воєводства.
Населення — 466 осіб (2011).
У 1975—1998 роках село належало до Познанського воєводства.

## Демографія
Демографічна структура станом на 31 березня 2011 року:
|          | Загалом | Допрацездатний вік | Працездатний вік | Постпрацездатний вік |
| -------- | ------- | ------------------ | ---------------- | -------------------- |
| Чоловіки | 221     | 46                 | 158              | 17                   |
| Жінки    | 245     | 54                 | 143              | 48                   |
| Разом    | 466     | 100                | 301              | 65                   |